# ジョン・サンズ (印刷会社)
ジョン・サンズ (John Sands) は、オーストラリアの印刷会社で、かつてはゲーム機器やコンピュータのハードウェアも手がけていたが、現在は、アメリカン・グリーティングスの完全子会社となっている。
1851年、ジョン・サンズとトマス・ケニー (Thomas Kenny) がシドニーでサンズ・アンド・ケニー (Sands and Kenny) を創業した。この事業は、後にサンズ・ケニー・アンド・カンパニー (Sands, Kenny & Co.) となり、さらにジョン・サンズ・リミテッド (John Sands Ltd.) となった。
アメリカン・グリーティングスは、世界的な規模拡大戦略の一環として、1995年12月にアムコアからジョン・サンズを買収した。

## ディストリビューター
ゲーム類について、ジョン・サンズは、オーストラリア以外の国々のメーカーからライセンスを受けて、オーストラリア向けの商品を製造することが多かった。
ジョン・サンズは、1960年代から1990年代まで、ミルトン・ブラッドリーのオーストラリアにおける代理店として、『Twiggy』、『Foxy』、『人生ゲーム (The Game of Life)』、『Wonderland』、『Mix & Match』、『Stay Alive』、『Upwords』、『I Wish I Were』など、様々なボードゲーム、カードゲーム類を扱っていた。
かつてポート・メルボルンのベイ・ストリート6番地 (6 Bay Street) にあったジョン・サンズ・エレクトロニクスは、セガの代理店として同社のコンピュータ・ハードウェアをオーストラリア市場に供給しており、セガのゲーム機SG-1000やゲームパソコンSC-3000のハードウェアやソフトウェアも扱っていた。